# سلیوانوفسکی
سلیوانوفسکی (به لاتین: Selivanovsky) یک منطقهٔ مسکونی در روسیه است که در باشقیرستان واقع شده‌است.